# Терлецкие
Терлецкие (пол. Terlecki) — дворянский род.
Антон Терлецкий, в службу вступил в 1812 году из кадет Императорского военно-сиротского дома в Ширванский пехотный полк подпоручиком и, находясь в чине полковника, 10 января 1830 г. получил диплом на потомственное дворянское достоинство.
Польские шляхетские роды Терлецких — гербов Клямры, Пржестржал, Сас и собственного.

## Описание герба
Щит пересечён. В верхней, лазоревой части, золотая армиллярная сфера. Во второй, червлёной части, вооруженный золотыми латами и щитом и сидящий на серебряном, покрытом червлёным седлом, коне воин, поражающий золотым копьём золотого дракона.
Щит увенчан дворянскими шлемом и короною. Нашлемник: три серебряных страусовых пера. Намёт: справа — лазоревый, с золотом, слева — червлёный, с золотом. Герб Терлецкого внесён в Часть 11 Общего гербовника дворянских родов Всероссийской империи, стр. 75.